# Antennella varians
Antennella varians är en nässeldjursart som först beskrevs av Chantal Billard 1911.  Antennella varians ingår i släktet Antennella och familjen Halopterididae. Inga underarter finns listade i Catalogue of Life.